# Petuniabukta
Petuniabukta is een baai van het eiland Spitsbergen, dat deel uitmaakt van de Noorse eilandengroep Spitsbergen.
De baai is vernoemd naar S/S Petunia, een expeditieschip.

## Geografie
De baai is noord-zuid georiënteerd en heeft een lengte van ongeveer vijf kilometer. Ze mondt in het zuiden uit in het fjord Billefjorden, waarvan het de noordelijke zijtak is.